# Bitwa pod Bierzwnicą
Bitwa pod Bierzwnicą – starcie zbrojne mające miejsce 5 marca 1945 między oddziałami 1 Armii Wojska Polskiego a X Korpusu SS, zakończone zdobyciem Bierzwnicy przez żołnierzy polskich.
Po przełamaniu pozycji niemieckich na Wale Pomorskim, 1 Armia Wojska Polskiego utworzyła grupę pościgową składającą się z części 1 Brygady Kawalerii, 1 Brygady Pancernej i 13 Pułku Artylerii Pancernej. Grupa ta po dotarciu w rejon Bierzwnicy zablokowala odwrót X Korpusowi SS, który usiłował uniknąć okrążenia przez wojska 3 Armii Uderzeniowej i 1 Gwardyjskiej Armii Pancernej Armii Czerwonej. 
Oddziały polskie zaatakowały niemiecką kolumnę taborową o długości około półtora kilometra w rejonie Bierzwicy. Doszło do kilkugodzinnych walki w wyniku których wieś Bierzwica po godz. 20 została zdobyta. Po stronie niemieckiej było 250 zabitych, natomiast w polskie grupie pościgowej poległo 15 żołnierzy.
Pokłosiem bitwy było wzięcie do niewoli gen. Günther Krappe, dowodcy X Korpusu SS. Do niewoli we wsi Olchowo wzięli go żołnierze 10 Pułku Piechoty z 4 Dywizji Piechoty.

## Upamiętnienie
W okresie Polski Ludowej we wsi zbudowano pomnik ku czci poległych żołnierzy polskich i obelisk upamiętniający zdobycie Bierzwnicy w ramach likwidacji kotła świdwińskiego